# Saft
 For alternative betydninger, se Saft (flertydig). (Se også artikler, som begynder med Saft)
Saft er betegnelsen på en ikke-drikkeklar råsaft af frugt eller bær som kan være tilsat sukker, men ikke vand. Ren saft uden sukkertilsætning kaldes råsaft eller juice. Saft som blandes med vand, eller sælges færdigblandet kaldes saftevand. 
Squash, som vi kender det fra f.eks. Tuborg Squash, er et engelsk navn for saft med udtræk af frugtkød, der, hvis det blandes med vand bliver limonade.